# Девід Паас
Девід Ян Паас (англ. David Jan Paas) — бельгійський футболіст, нападник.
Протягом кар'єри виступав за «Тонгерен», «Еендрахт Аалст», «Віторія», «Харелбеке», «Генк» і «Вестерло (футбольний клуб)».